# Bugz
 (septembre 2015).
Si vous disposez d'ouvrages ou d'articles de référence ou si vous connaissez des sites web de qualité traitant du thème abordé ici, merci de compléter l'article en donnant les références utiles à sa vérifiabilité et en les liant à la section « Notes et références ».
Bugz, de son vrai nom Karnail Paul Pitts, né le 5 janvier 1978 à Détroit (Michigan) et mort le 21 mai 1999 dans la même ville, est un rappeur américain, membre du groupe D12.

## Biographie
Bugz grandit à Détroit. Très vite, il devient fan de rap et se met à fréquenter le milieu du hip-hop. Il intègre d'abord le groupe 5150 puis rencontre les différents membres de D12 comme Bizarre, Proof, et Eminem. En 1997, il intègre le groupe et réalise plusieurs morceaux qui seront intégrés au projet The Underground EP. Il réalise plus tard son projet solo These Streets EP qui compte notamment un duo avec Bizarre.
En 1999, Eminem connaît le succès avec son album The Slim Shady LP et envisage de signer D12 sur son label Shady Records. Bugz est associé à ce projet. Le 21 mai 1999, il est censé participer à un concert d'Eminem dans le Michigan lorsqu'il est mêlé à une altercation lors d'un pique-nique. L'altercation dégénère et Bugz reçoit trois balles à bout portant, une dans le cou, et deux dans le torse. Transporté à l'hôpital le plus proche, il meurt à 21 ans.

## Hommages
N'ayant jamais connu le succès avec le groupe, Bugz a néanmoins été souvent honoré par D12. Eminem lui a dédié son album The Marshall Mathers LP et l'a fait apparaître dans son clip Like Toy Soldiers. D12 lui a dédié ses deux albums Devil's Night et D12 World. Un couplet de Bugz a d'ailleurs été inclus dans ce dernier album. Le morceau Good Die Young lui est également dédié. Enfin, en 2008, la chanson Miss Pitts (dans la mixtape Return of the Dozen) rend hommage à la mère de Bugz.

## Discographie
- 1999 : The Underground EP (avec D12)
- 1998 : Morceau Desperados (avec Eminem, Proof & Almighty Dreadnaughts)
- 1999 : These Streets EP
- 2004 : One Man Mob Mixtape (DJ Butter)
- 2004 : Morceau Bugz Skit (album D12 World)